# L'Orphelin (film, 1960)
Pour plus de détails, voir Fiche technique et Distribution.
L'Orphelin (人海孤鴻, Ren hai gu hong) est un film dramatique hongkongais réalisé par Lee Sun-fung (zh) et sorti en 1960 à Hong Kong. Bruce Lee, qui tient le rôle principal, a 18 ans dans ce film. 
Basé sur un roman d'Au-yeung Tin, le tournage a lieu début 1959 et est le dernier film de Bruce Lee à Hong Kong durant son adolescence avant son départ aux États-Unis la même année. Il est classé 52e sur la liste des « 100 meilleurs films chinois » établie lors de la 24e cérémonie des Hong Kong Film Awards en 2005.
En chinois, il porte le même titre que City Kids 1989 (1989) avec Andy Lau.

## Synopsis
Durant la seconde guerre sino-japonaise, Ho See-kei perd sa femme Lan et sa fille et est séparé de son fils To et de sa domestique Sœur Cinq. Après la guerre, Ho devint le directeur d'un orphelinat et déjoue le plan du jeune Sam (Bruce Lee), qui consistait à voler le riche Cheung Kat-cheung et la veuve Yiu So-fung. Il le persuade de se réhabiliter et de rendre les choses qu'il a volées. Il invite ensuite Fung à enseigner à l'orphelinat tout en persuadant avec succès Sam d'entrer à l'école.
Une nuit, la famille de Sam lui manque et il quitte tranquillement Sœur Cinq, la domestique de la famille Cheung. Fung pense à tort qu'il était parti rejoindre un gang de rue et le gronde. Sam était mécontent de Fung et lui joue un tour qui conduit à la punition de Ho. Le chef de la triade, Kwo-kong Lung, profite de l'occasion pour menacer Sam d'enlever le fils de Cheung, Sing. Ho se rend chez Cheung pour comprendre la situation et découvre que Sœur Cinq était sa bonne avant la guerre, tout en découvrant que Sam est son fils. Celui-ci échoue à sauver Sing et se fait couper l'oreille par Lung. Il se bat ensuite pour retourner à l'orphelinat où il rencontre son père Ho. Il se repent et conduit la police à porter secours à Sing.

## Fiche technique
- Titre original : 人海孤鴻
- Titre international : L'Orphelin[1]
- Réalisation : Lee Sun-fung (zh)
- Scénario : Ng Cho-fan
- Photographie : Suen Lun et Yuen Chang-sam
- Montage : Kwok Keung
- Musique : Lam Sing-yap
- Production : Ng Cho-fan
- Société de production : Hualien Films
- Pays d'origine :  Hong Kong
- Langue originale : cantonais
- Format : couleur
- Genre : drame
- Durée : 104 minutes
- Dates de sortie :
  -  Hong Kong : 3 mars 1960

## Distribution
- Bruce Lee : Sam
- Ng Cho-fan : le directeur Ho See-kei
- Pak Yin : l'enseignant Yiu So-fung
- Fung Fung (en) : Grand frère Kwo-kong Lung
- Lee Yuet-ching : Sœur Cinq
- Lee Pang-fei : Cheung Kat-cheung
- Lee Siu-hung : Ming
- Ko Lo-chuen : le conseiller
- Ng Tung : l'informateur
- Lam Lo-ngok : Lo Yee
- Fung Wai-man : Mme Cheung
- Yeung Kong : un enseignant
- Chung Wai-man : un enseignant
- Chan Wai-yue : Lan
- Cheng Kam Hon : Ha
- Leung Chun-mat : Sing
- Wong Hon : un mendiant
- Cheung Chi-suen : un inspecteur
- Ko Chiu : un officier de police